# Tunahan Mercan
Tunahan Mercan (* 14. Juni 2003 in Wien) ist ein österreichischer Fußballspieler.

## Karriere

### Verein
Mercan begann seine Karriere beim SKV Wild Dragon. Zur Saison 2013/14 wechselte er zum SC Red Star Penzing. Zur Saison 2016/17 wechselte er zum Wiener Sportklub. Zur Saison 2017/18 wechselte er in die Akademie des SK Rapid Wien, in der er sämtliche Altersstufen durchlief.
Zur Saison 2021/22 rückte er bei Rapid in den Kader der zweitklassigen zweiten Mannschaft. Sein Debüt in der 2. Liga gab er im April 2022, als er am 24. Spieltag jener Saison gegen den Floridsdorfer AC in der 84. Minute für Marvin Zwickl eingewechselt wurde. Dies sollte aber sein einziger Einsatz für Rapid II bleiben. Zur Saison 2022/23 wechselte er innerhalb Wiens zum Ligakonkurrenten Floridsdorfer AC, bei dem er einen bis Juni 2024 laufenden Vertrag erhielt. Für den FAC kam er bis zur Winterpause aber nur einmal zum Einsatz.
Im Jänner 2023 wechselte Mercan dann innerhalb Floridsdorfs leihweise zum Regionalligisten SR Donaufeld Wien.

### Nationalmannschaft
Mercan spielte im Februar 2018 erstmals für eine österreichische Jugendnationalauswahl. Im September 2019 debütierte er gegen Rumänien im U-17-Team.